# 福田圭晃
福田 圭晃（ふくだ よしあき、2000年8月22日 - ）は、神奈川県横浜市戸塚区出身の元アマチュア自転車競技選手。

## 来歴
小学生時代はテレビでツール・ド・フランスを観ていたりはしていたものの、剣道やレーシングカートなどのスポーツをしており、自転車競技とは無縁だった。しかし、中学1年生の時にプロロードレーサーの山本雅道が経営するバイシクルファクトリーヤマモトの門を叩きチームBFYレーシングに加入し自転車競技を始めた。
そして自転車競技を始めると自転車競技に没頭するようになり1年目にして全国ジュニア自転車競技大会の中学生5位に入った。
翌年には実業団登録を行い実業団レースで2勝、ジャパンカップサイクルロードレースのチャレンジレースでも優勝し、夏にはチームユーラシアのサイクリングアカデミーによりベルギーのレースにも出場した。
2016年には自転車競技強豪校の横浜高等学校に入学。この年は実業団レースは1勝に留まったものの毎戦着実にポイントを稼ぎJユースツアー総合優勝を果たした。また前年と同じく夏にはチームユーラシアのサイクリングアカデミーによりベルギーのレースにも出場し、ブラッススガートで行われたU17のレースでは8位に入り、ステージレースのウェストフラーンデレン・サイクリングツアーでは第1ステージで13位、第3ステージでは14位に入り総合成績は57位だった。また9月に韓国で行われたツール・ド・DMZでは神奈川県代表に選出された。
高校卒業後、部活引退に伴い競技生活終了。現在は後進の育成にあたる。

## 主な戦績
2014年
- 全国ジュニア自転車競技大会 中学生5位

2015年
- JBCF 群馬CSCロードレース Day2 Yクラス 優勝
- JBCF 経済産業大臣旗ロードチャンピオンシップ Yクラス優勝
- ジャパンカップサイクルロードレース チャレンジ1組 優勝

2016年
- 第50回 高石杯関東地域自転車道路競争大会 中学生2位
- JBCF 群馬CSCロードレース Day2 Yクラス 優勝
- JBCF 鴨川クリテリウム E1 2組 4位
- 全日本自転車競技選手権大会男子タイムトライアルU17 4位
- JBCF 西日本ロードクラシック広島大会 Day2 Yクラス 2位
- ブラッススガート 8位
- ウェストフラーンデレン・サイクリングツアー
  - 第1ステージ 13位、第3ステージ 14位
  - 個人総合57位
- ツール・ド・DMZ
  - 第3ステージ 12位
  - 個人総合26位
- 第５８回全日本自転車競技選手権大会ロードレース 
  - 男子　U-17  2位

2017年
- - JBCF 宇都宮ロードレース E1 優勝

2018年
- UCI Nation's CUP Tour de l'abitibi 
  - UCI Nation's CUP Tour de l'abitibi Stage4 3位
  - UCI Nation's CUP Tour de l'abitibi Stage7 3位
  - UCI Nation's CUP Tour de l'abitibi 総合20位
- UCI Nation's CUP Tour de DMZ
  - UCI Nation's CUP Tour de DMZ Stage1 2位
  - UCI Nation's CUP Tour de DMZ Stage5 2位